# Phoner to Arizona
«Phoner to Arizona» es una instrumental de la banda virtual británica Gorillaz, es presentada como la primera canción grabado en iPad, The Fall. La instrumental se grabó en el transcurso del Escape to Plastic Beach World Tour, el 3 de octubre de 2010. El video de la instrumental, recopila un viaje de Damon Albarn, entre el viaje se observan imágenes de corta duración de la gira, la historia ficticia, y algunos videos musicales de Gorillaz, el video musical se publicó el 22 de diciembre de 2010.